# Armand Bloch
Armand Lucien Bloch fue un escultor del siglo XIX del Franco Condado francés, nacido en el año 1866 en Montbéliard y fallecido el año 1933, a los 67 años. Trabajó la madera, la piedra y el bronce.

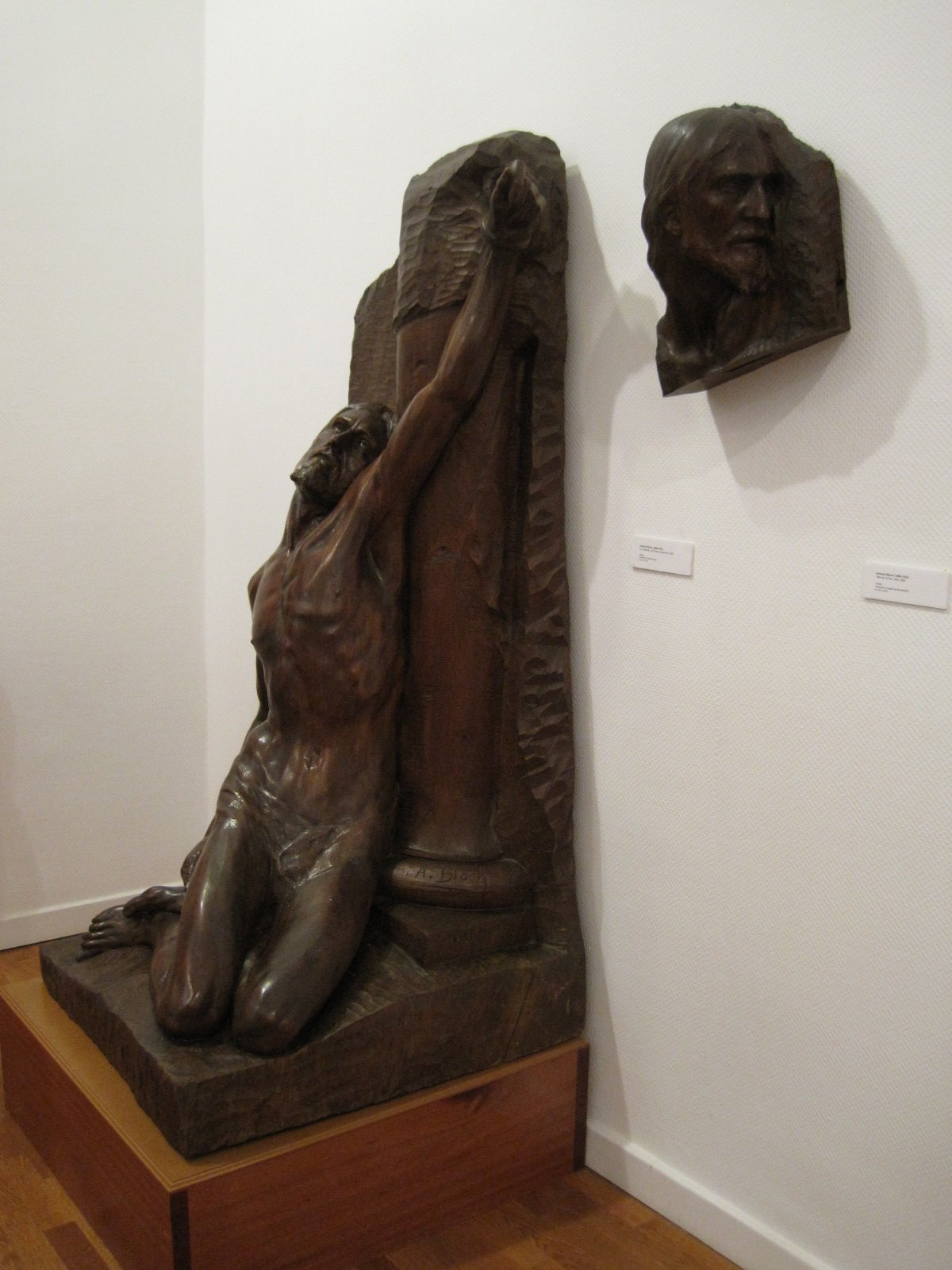
Cristo en madera de robleen el museo de Bellas Artes de Montbéliard.

## Datos biográficos
Hijo del escultor Maurice Bloch, Armand Bloch nació en la localidad de Montbéliard en Franco Condado el año 1866. Ingresó en la école des Beaux-Arts de París en 1884 donde fue alumno de los escultores Jean Falguière y Antonin Mercié. 

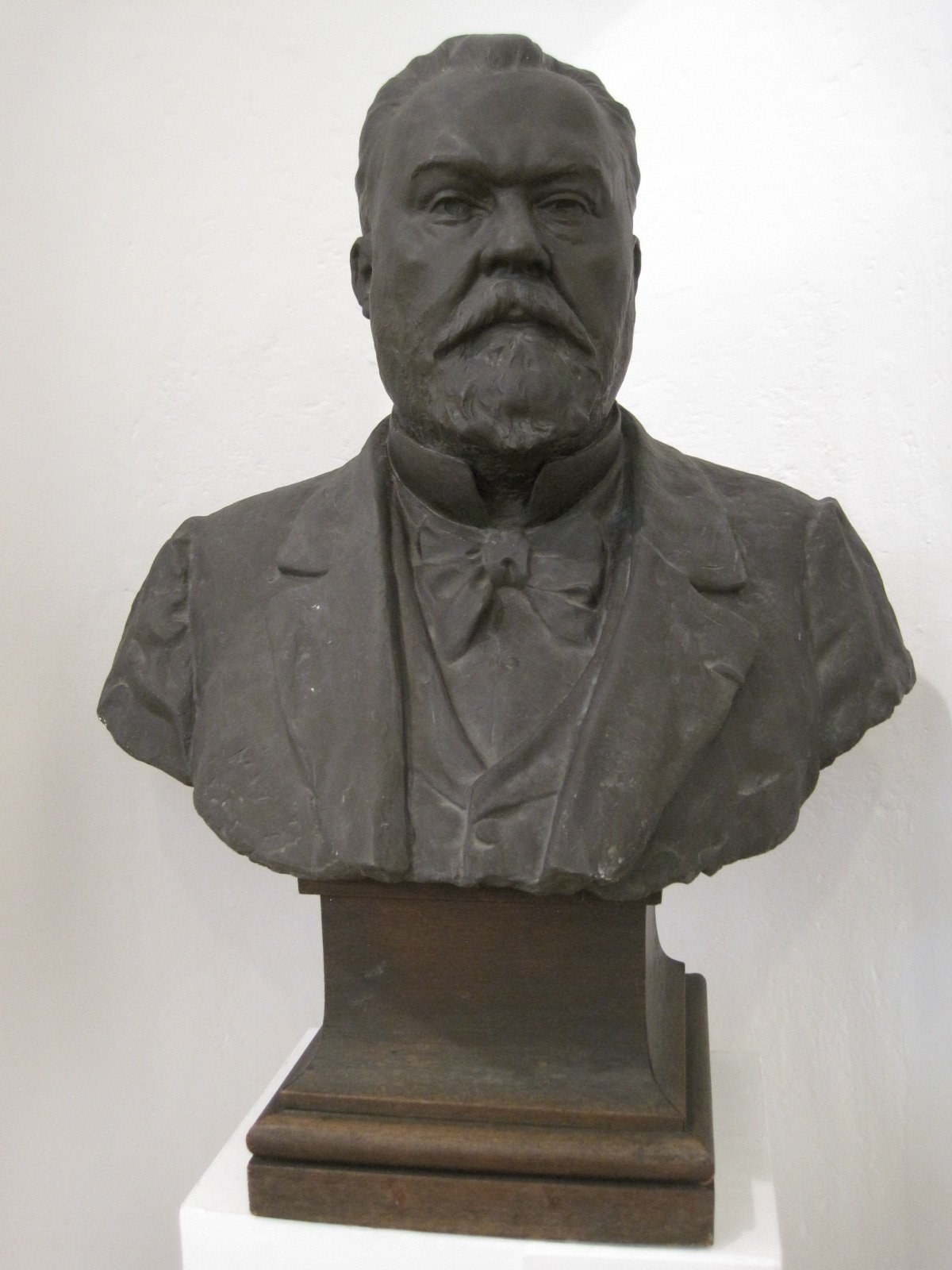
Victor Hugo (bronze de 1899) en el museo de Bellas Artes de Montbéliard
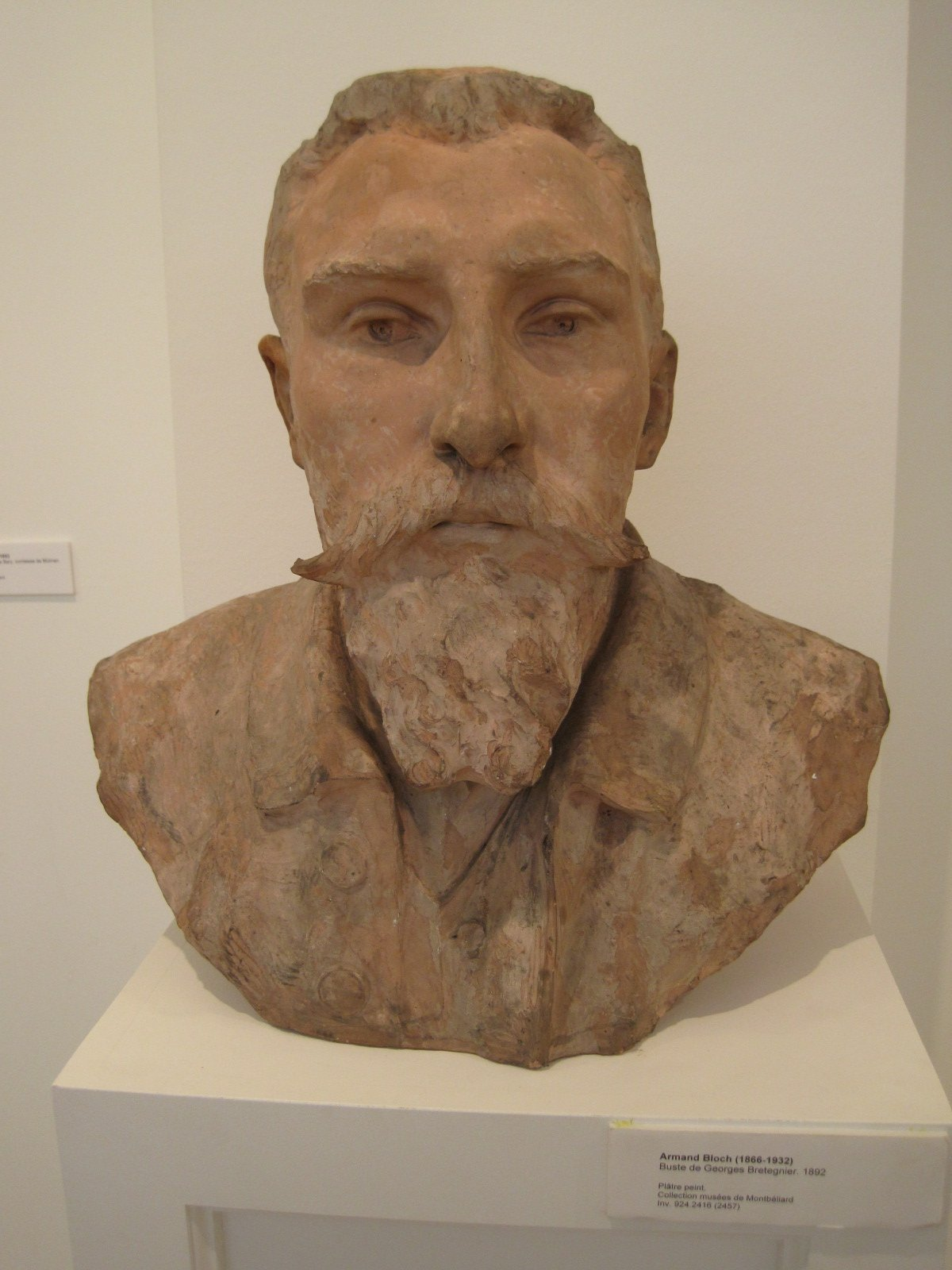
Georges Bretegnier (1892) en el museo de Bellas Artes de Montbéliard

Expuso en el Salón de los Artistas Franceses ( en francés: salon des artistes français) del que fue socio de 1888 a 1933.
Tuvo su taller de artista en París pero mantuvo estrechos vínculos con su tierra natal de Montbéliard donde sus hermanos Léon y Julien se hicieron cargo del negocio familiar cerca de la estación de ferrocarril de Montbéliard (fr:) y del Castillo de Montbéliard (fr:).